# Mogens Winkel Holm
Mogens Winkel Holm (født 1. oktober 1936 i København, død 31. oktober 1999 smst.) var en dansk komponist og bror til Eske Holm, søn af arkitekt Tyge Holm.
Han blev uddannet i instrumentation på Det Kongelige Danske Musikkonservatorium hos Jørgen Jersild og i obo hos Mogens Steen Andreassen. Derefter var han i nogle år aktiv som assistent på obo i Det Kongelige Kapel og musikmedarbejder i DR. Fra 1965-1971 var han også musikanmelder på Politiken og Ekstra Bladet. Desuden bestred han en række poster i musiklivet. Bl.a. som formand for Det Unge Tonekunstnerselskab (DUT) og i næsten 20 år formand for Dansk Komponistforening. I 1999 blev han valgt som medlem af den svenske Kungliga Musikaliska Akademien. 
Mogens Winkel Holm havde en stor produktion omfattende alle genrer. Men specielt balletten optog ham. Sammen med bl.a. sin bror, balletdanseren og koreografen Eske Holm, fik han opført en lang række forestillinger både Det Kongelige Teater og i dansk og svensk TV i perioden 1964-1984. Hans musik bliver beskrevet som dramatisk og ofte meget gestikulerende. Den opleves paradoksalt nok som fastfrosset improvisation. Samtidig er den bygget over et skelet, et fastlagt mønster. 
"Skelettet beskytter mig mod at blive opslugt af materialet – men det beskytter også materialet mod at blive opslugt af mig", har komponisten selv udtalt. Men også dette: 
".. du ser med dine øren, du hører med øjnene. En forårsdag, et syn, en lyd: En syngende lærke dybt inde i den blændende himmel, en prik. Hold fast! Ser du bort blot et øjeblik, finder du den aldrig igen." (begge citater stammer fra Edition Samfundet Arkiveret 23. september 2006 hos  Wayback Machine

## Musik (ikke komplet)
- op. 3 Strygekvartet (1958)
- op. 5 Kammerkoncert (blæserkvintet 1958)
- Kammerkoncert (fagot, strygekvartet og strygeorkester – 1959)
- Abracadabra (piccolofløjte, trompet, cello og pauker – 1960)
- Momento a ballata (strygekvartet nr. 2 – 1960)
- Kleine Hotel-Suite (obo, fagot og horn – 1961)
- op. 12 Concerto piccolo (orkester 1961)
- St. Annaland (TV-dukkespil – 1962)
- Komposition for solist, kor og skoleorkester (1963)
- op. 13 Aslak (Kammeropera i tre scener opera 1963)
- op. 14 Tropismer (ballet – 1963)
- op. 17 Korfragment
- op. 19 Brev til stilheden (1964)
- Cumulus (strygere 1965)
- op. 25 Sonata (blæserkvintet 1965)
- op. 26 Ricercare (obo og orkester 1966)
- Oktobermorgen (kor 1966)
- Kontradans (ballet 1967)
- op. 29 Sonata for 4 operasangere (opera 1968)
- Cradle song (sangstemme og guitar – 1968)
- op. 31 Fordi jeg er ensom (sopran og kammerensemble – 1969)
- Galgarien (orkester 1970)
- Overtoninger (1971)
- Annonce (Tv-komposition 1971)
- Transitions II (fløjte, cello og klaver – 1973)
- Musik for 2 lurer (1974)
- Tarantel (1975)
- Feens slott for 6 lige stemmer (1975)
- Århus (kor 1975)
- Med næb og kløer (dansespil 1977)
- Tarantel (ballet 1977)
- Eurydike Tøver (sceneværk 1977)
- Gærdesanger under kunstig stjernehimmel (cello og orkester 1980)
- Aiolos (symfoni i en sats – 1980)
- Til Blåskæg (sceneværk 1981)
- Adieu (fløjte, violin, cello, vibrafon og harpe -1982)
- Note-book (obo, fagot og klarinet 1983)
- Cries (orkester 1984)
- Wie kann man den Gesang unserer Waldfögel verschönern?" Koncert for 10 ensembler (1984)
- Fiat Lux (1. dag af Anders Sunesons “Hexaëmeron” – soli, kor og orkester – 1985)
- Hellig tre konger (sopran og lut – 1985)
- Zwei Stimmen für einen cellospielenden Sänger (1985)
- Scars (cembalo og klaver 1985)
- Aeneas alene (el-guitar 1986)
- 7 Breve til Stilheden (kammerensemble 1976/1987)
- Prison Music III: To Eros (3 sopraner, 3 oboer og harpe – 1987)
- Piping Down (fløjte 1988)
- Syster, min Syster (sopran og orkester 1989)
- Prison Music IV: The King's Sorrow (3 sopraner, 3 oboer og harpe – 1989)
- Aria (blæserkvintet 1990)
- 4 sange (Shakespeare's Helligtrekongersaften sopran og guitar 1992)
- Troglodyte (accordeon 1994)
- Prison Music IIIb (3 sopraner, 3 oboer og harpe – 1996)
- Glasbjerget (orgel og orkester 1998)